# Конолоф
Конолоф (Conolophus) — рід ящірок з родини Ігуанових. Має 3 види. Інші назви «друзоголови» та «суходольні ігуани».

## Опис
Загальна довжина сягає 1,1 м, близько половини з них припадає на масивний хвіст зі слабко наміченим поздовжнім гребінцем. Голова яскравого лимонно-жовтого кольору, центральна частина спини цегляно-червона, у напрямку до боків колір цей поступово змінюється на темно-бурий (зокрема, у Conolophus subcristatus). Має витягнуту голову, короткий незграбний тулуб зі слабо вираженим спинним гребенем та коротким, майже округлим у поперечному перерізі хвостом. Пальці укорочені, позбавлені плавальних перетинок.

## Спосіб життя
Полюбляють вологі височини і низинні райони поблизу берегів. Риють та ховаються у власних норах. Конолофов від кліщів рятують птахи пересмішники. Ці ігуани — мирні тварини, але якщо вторженець надумає штовхати їх ногами, то, захищаючись, вони здатні навіть прокусити взуття. Пожираючи кактуси, вони ковтають міцні, як сталь, шипи довжиною з голку. З таких шипів іноді повністю складається їхній послід — там, де вони його залишають, кактуси пишніше.
Є у конолофа ворог і у дикій природі: галапагосський канюк. Ворог цей одвічний, але пошуки їжі цього птаха полегшили кози: не так-то легко сховатися великої ящірці в розрідженій рослинності. Ігуани (і зелені в тому числі) завмирають, коли чують крик хижого птаха, і цим користуються мисливці на ігуан, майстерно його імітуючи.
Харчуються соковитими кактусами.
Це яйцекладні ящірки. Самиці відкладають 3—12 шкірястих яєць. Молоді ігуани з'являються через 50 днів.

## Розповсюдження
Конолофи зустрічаються лише на деяких островах Галапагоського архіпелагу. Побачивши конолофів, Чарльз Дарвін зазначив, що «низький лицьовий кут надає їм надзвичайно дурний вигляд». Дарвін насилу зміг розбити намет на острові, де вони жили — не можна було знайти ділянку, вільну від нір ігуан. Через 70 років на цьому ж острові знайшли одні лише кістки наземних ігуан.
І все-таки їм довелося гірше, ніж морським ігуанам, адже здичавілі кози та корови знищили на островах всю рослинність, а молодняк їх і кладки спустошуються все тими ж здичавілими тваринами, які неухильно зводять нанівець поголів'я велетенських черепах: свинями, собаками, кішками.

## Види
- Conolophus pallidus
- Conolophus subcristatus
- Conolophus marthae